# Muroide
Muroidele sau muroideele (Muroidea) sunt o suprafamilie de rozătoare mici care cuprind  numeroase specii. În prezent, sunt recunoscute circa 1517 de specii și 310 genuri de muroide repartizate în 6 familii răspândite aproape pe tot globul pământesc.
Ele se caracterizează prin unele particularități anatomice. Craniul cu o structură zigomaseterică de tip miomorfic: porțiunea profundă a mușchiului maseter (mușchiului maseter medial) pătrunde în orbită prin foramenul infraorbital (= gaura suborbitară), porțiunea anterioară a mușchiului maseter trece sub arcul zigomatic și se înserează pe suprafața maseterică; gaura infraorbitară destul de mare, în formă de fantă. Apofiza coronoidă a mandibulei înaltă. Premolarii sunt absenți.
Familii:
- Platacanthomyidae
- Spalacidae
- Calomyscidae
- Nesomyidae
- Cricetidae
- Muridae